# تجهیزات صوتی

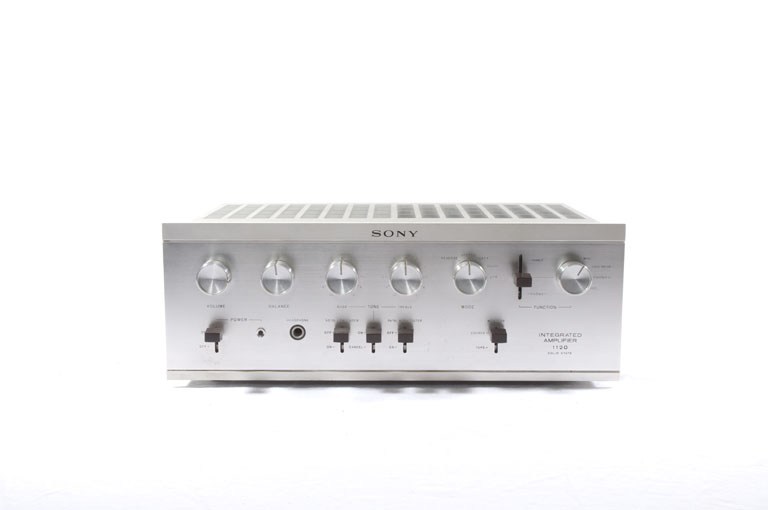
تقویت‌کننده صوتی

تجهیزات صوتی (به انگلیسی: Audio equipment) به دستگاه‌هایی گفته می‌شود که صدا را بازتولید، ضبط یا پردازش می‌کنند. این شامل میکروفون‌ها، گیرنده‌های رادیویی، گیرنده‌ها AV، پخش کننده‌های سی‌دی، ضبط صوت‌ها، تقویت‌کننده‌ها، دستگاه صداآمیزی، واحد جلوه‌ها، هدفون‌ها و بلندگوها می‌شود.
تجهیزات صوتی به‌طور گسترده در بسیاری از سناریوهای مختلف، مانند کنسرت‌ها، بارها، اتاق‌های جلسه و خانه که در آن نیاز به بازتولید، ضبط و افزایش حجم صدا وجود دارد، استفاده می‌شود.
مدارهای الکترونیکی که بخشی از الکترونیک صوتی در نظر گرفته می‌شوند ممکن است برای دستیابی به عملیات پردازش سیگنال خاصی طراحی شوند تا تغییرات خاصی در سیگنال درحالی که در شکل الکتریکی آن است ایجاد کنند.
سیگنال‌های صوتی را می‌توان به صورت مصنوعی از طریق تولید سیگنال‌های الکتریکی از دستگاه‌های الکترونیکی ایجاد کرد.
الکترونیک صوتی به‌طور سنتی با فنون‌های مدار الکتریکی آنالوگ طراحی می‌شد تا اینکه پیشرفت در فناوری‌های دیجیتال ایجاد شد. علاوه بر این، سیگنال‌های دیجیتال به دلیل ماهیت دیجیتالی سازگار، می‌توانند توسط نرم‌افزار کامپیوتری مانند دستگاه‌های الکترونیکی صوتی دستکاری شوند. امروزه هم از هر دو فرمت طراحی آنالوگ و دیجیتال استفاده می‌شود و استفاده از یکی یا دیگری تا حد زیادی به کاربرد بستگی دارد.

## مطالعه بیشتر
- Sontheimer, R. (1998). Designing audio circuits. Netherlands: Elektor International Media.